# Gravetat quàntica euclidiana
En física teòrica, la gravetat quàntica euclidiana és una versió de la gravetat quàntica. Pretén utilitzar la rotació de Wick per descriure la força de la gravetat segons els principis de la mecànica quàntica.

## Introducció en termes profans

### La rotació de la metxa
En física, una rotació de Wick, que porta el nom de Gian-Carlo Wick, és un mètode per trobar una solució als problemes de dinàmica en {\displaystyle n} dimensions, transposant les seves descripcions a {\displaystyle n+1} dimensions, intercanviant una dimensió de l'espai per una dimensió del temps. Més precisament, substitueix un problema matemàtic a l'espai de Minkowski per un problema relacionat a l'espai euclidià mitjançant una transformació que substitueix una variable de nombre imaginari per una variable de nombre real.
S'anomena rotació perquè quan els nombres complexos es representen com un pla, la multiplicació d'un nombre complex per {\displaystyle i} equival a girar el vector que representa aquest nombre amb un angle de {\displaystyle \pi /2} radians sobre l'origen.
Per exemple, es podria utilitzar una rotació Wick per relacionar una difusió de temperatura d'esdeveniment macroscòpic (com en un bany) amb els moviments tèrmics subjacents de les molècules. Si intentem modelar el volum del bany amb els diferents gradients de temperatura hauríem de subdividir aquest volum en volums infinitesimals i veure com interactuen. Sabem que aquests volums infinitesimals són de fet molècules d'aigua. Si representem totes les molècules del bany per una sola molècula per intentar simplificar el problema, aquesta molècula única hauria de caminar per tots els camins possibles que podrien seguir les molècules reals. La formulació de la integral de la trajectòria és l'eina conceptual utilitzada per descriure els moviments d'aquesta molècula única, i la rotació de Wick és una de les eines matemàtiques que són molt útils per analitzar un problema de la integral de la trajectòria.

### Aplicació en mecànica quàntica
D'una manera una mica semblant, el moviment d'un objecte quàntic tal com el descriu la mecànica quàntica implica que pot existir simultàniament en diferents posicions i tenir diferents velocitats. Difereix clarament del moviment d'un objecte clàssic (per exemple, una bola de billar), ja que en aquest cas es pot descriure un únic camí amb posició i velocitat precises. Un objecte quàntic no es mou d'A a B amb un sol camí, sinó que es mou d'A a B de totes les maneres possibles alhora. Segons la formulació de la mecànica quàntica de Feynman, el camí de l'objecte quàntic es descriu matemàticament com una mitjana ponderada de tots aquells camins possibles. L'any 1966 DeWitt va trobar un algorisme funcional-integral invariant explícitament, que va estendre les noves regles de Feynman a totes les ordres. El que és atractiu en aquest nou enfocament és la seva manca de singularitats quan són inevitables en la relativitat general.
Un altre problema operatiu de la relativitat general és la dificultat computacional, a causa de la complexitat de les eines matemàtiques utilitzades. En canvi, les integrals de camí s'han utilitzat en mecànica des de finals del segle XIX i són ben conegudes. A més, el formalisme integral del camí s'utilitza tant en física clàssica com en física quàntica, de manera que podria ser un bon punt de partida per unificar la relativitat general i les teories quàntiques. Per exemple, l'equació de Schrödinger de la mecànica quàntica i l'equació de calor clàssica estan relacionades per la rotació de Wick. Per tant, la relació Wick és una bona eina per relacionar un fenomen clàssic amb un fenomen quàntic. L'ambició de la gravetat quàntica euclidiana és utilitzar la rotació de Wick per trobar connexions entre un fenomen macroscòpic, la gravetat, i quelcom més microscòpic.

## Tractament més rigorós
La gravetat quàntica euclidiana es refereix a una versió girada per Wick de la gravetat quàntica, formulada com una teoria de camp quàntica. Les varietats que s'utilitzen en aquesta formulació són varietats riemannianes de 4 dimensions en lloc de varietats pseudo riemannianes. També s'assumeix que les varietats són compactes, connectades i sense límits (és a dir, sense singularitats). Seguint la formulació habitual de la teòrica de camps quàntics, l'amplitud de buit a buit s'escriu com una integral funcional sobre el tensor mètric, que ara és el camp quàntic en consideració.
{\displaystyle \int {\mathcal {D}}\mathbf {g} \,{\mathcal {D}}\phi \,\exp \left(\int d^{4}x{\sqrt {|\mathbf {g} |}}(R+{\mathcal {L}}_{\mathrm {matter} })\right)}
on φ denota tots els camps de matèria. Vegeu l'acció d'Einstein–Hilbert.